# Чергеу
Чергеу (рум. Cergău) — комуна у повіті Алба в Румунії. До складу комуни входять такі села (дані про населення за 2002 рік):
- Лупу (325 осіб)
- Чергеу-Маре (1052 особи) — адміністративний центр комуни
- Чергеу-Мік (370 осіб)

Комуна розташована на відстані 251 км на північний захід від Бухареста, 26 км на схід від Алба-Юлії, 79 км на південь від Клуж-Напоки, 139 км на захід від Брашова.

## Населення
За даними перепису населення 2002 року у комуні проживали 1747 осіб.
Національний склад населення комуни:
| Національність | Кількість осіб | Відсоток |
| -------------- | -------------- | -------- |
| румуни         | 1576           | 90,2%    |
| цигани         | 170            | 9,7%     |
| угорці         | 1              | 0,1%     |

Рідною мовою назвали:
| Мова      | Кількість осіб | Відсоток |
| --------- | -------------- | -------- |
| румунська | 1746           | 99,9%    |
| угорська  | 1              | 0,1%     |

Склад населення комуни за віросповіданням:
| Релігія        | Кількість осіб | Відсоток |
| -------------- | -------------- | -------- |
| православні    | 1597           | 91,4%    |
| баптисти       | 66             | 3,8%     |
| греко-католики | 38             | 2,2%     |
| п'ятдесятники  | 36             | 2,1%     |
| бретрени       | 7              | 0,4%     |
| римо-католики  | 1              | 0,1%     |
| не релігійні   | 1              | 0,1%     |
| атеїсти        | 1              | 0,1%     |

## Зовнішні посилання
- Дані про комуну Чергеу на сайті Ghidul Primăriilor [Архівовано 24 квітня 2011 у Wayback Machine.]